# Richard Tylinski
Richard Tylinski (Noyant-d'Allier, Francia; 18 de septiembre de 1937 – 16 de agosto de 2025) fue un jugador y entrenador de fútbol francés que jugó en la posición de defensa.

## Carrera

### Club
| Periodo   | Club                  | Apariciones | Goles |
| --------- | --------------------- | ----------- | ----- |
| 1954-1966 | AS Saint-Étienne      | 312         | 2     |
| 1966-1969 | Olympique Avignonnais | 85          | 0     |

### Selección nacional
Debutó con Francia el 27 de noviembre de 1957 en la derrota por 0-4 ante Argentina. Jugó tres partidos internacionales hasta su última convocatoria en 1960.

### Entrenador
| Periodo   | Club          |
| --------- | ------------- |
| 1981–1983 | SC Draguignan |
| 1984–1985 | SC Draguignan |

## Logros
- Ligue 1 (2): 1957, 1964
- Ligue 2 (1): 1963
- Champion de France Amateur (1): 1956
- Copa de Francia (1): 1962